# Secretarios estadales de Venezuela
El Gabinete de secretarios o directores de las entidades federales de Venezuela es parte integrante del poder ejecutivo estadal, siendo aquellas los órganos directos del gobernador del estado, integradas por los secretarios de las diferentes ramas como salud, educación, participación ciudadana, seguridad entre otros, que el gobernador considere necesario.
El inmediato colaborador del gobernador del estado es el secretario general de Gobierno, los cuales deben cumplir los mismos requisitos exigidos para ser gobernador del estado y no puede estar vinculado con este. Todos los actos deben estar refrendados por el secretario general, además de suplir las faltas temporales del Gobernador de acuerdo a la Constitución de cada uno de los Estados y colaborar en lo que el gobernador le designe.
El gobernador presidirá todas las reuniones del Consejo de Secretarios, igualmente él podrá delegar que determinado Secretario lo represente, siendo los secretarios de los estados responsables de sus actos.
Todo esto debe ser conforme a cada una de las constituciones de los estados autónomos de Venezuela.